# Колюшев, Михаил Иванович
Михаи́л Ива́нович Ко́люшев (28 апреля 1943, Сталинабад — 9 июня 2024) — советский трековый велогонщик, выступал за сборную СССР во второй половине 1960-х годов. Двукратный чемпион мира в командной гонке преследования, чемпион всесоюзных и всероссийских первенств, участник летних Олимпийских игр в Мехико. На соревнованиях представлял спортивное общество «Динамо». Заслуженный мастер спорта.

## Биография
Михаил Колюшев родился 28 апреля 1943 года в городе Сталинабаде (сейчас Душанбе) Таджикской ССР. Активно заниматься велоспортом начал в раннем детстве, проходил подготовку в душанбинском добровольном спортивном обществе «Динамо», затем в 1963 году переехал в Тбилиси, в период 1964—1965 представлял Минск, а с 1966 года проживал и тренировался в Ташкенте.
Первого серьёзного успеха на треке добился в 1965 году, когда стал чемпионом СССР в командной гонке преследования и, попав в основной состав советской национальной сборной, отправился на чемпионат мира в испанский Сан-Себастьян, где вместе с товарищами по команде Леонидом Вуколовым, Станиславом Москвиным и Сергеем Терещенковым одолел всех своих соперников и завоевал тем самым золотую медаль. Год спустя вновь был лучшим в зачёте всесоюзного первенства и вновь побывал на первенстве мира — на соревнованиях во Франкфурте-на-Майне на сей раз показал третий результат, пропустив вперёд команды Италии и ФРГ, в результате чего получил награду бронзового достоинства (при этом в его команде помимо Вуколова и Москвина состоял Виктор Быков).

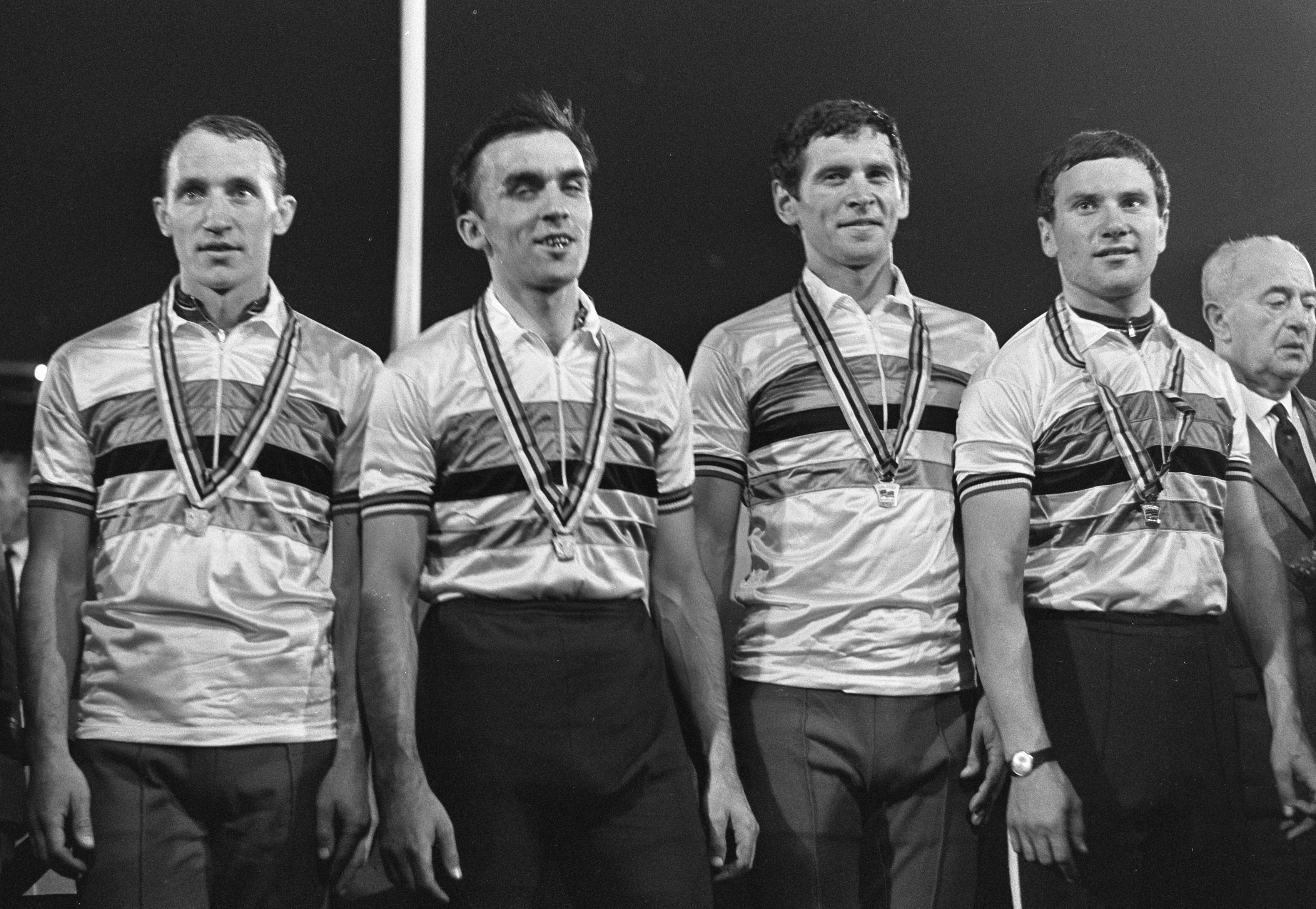
Москвин, Лацис, Колюшев и Быков на чемпионате мира 1967 года в Амстердаме

Защитив титул чемпиона Советского Союза в командном преследовании, в 1967 году Колюшев выступил на чемпионате мира в Амстердаме, с Москвиным, Быковым и влившемся в команду латышом Дзинтаром Лацисом одержал победу и стал двукратным чемпионом мира. Также в этом сезоне установил мировой рекорд в гите на 1000 метров с ходу — на финише показал время 1.01,32.
В 1968 году Михаил Колюшев в четвёртый раз подряд выиграл командное преследование на первенстве СССР и благодаря череде удачных выступлений удостоился права защищать честь страны на летних Олимпийских играх в Мехико — вместе с командой, куда также вошли Станислав Москвин, Дзинтар Лацис, Виктор Быков и Владимир Кузнецов, сумел дойти до стадии полуфиналов, где потерпел поражение от сборной Дании. В гонке за третье место соревновался со спортсменами из Италии, но тоже проиграл. За выдающиеся спортивные достижения удостоен почётного звания «Заслуженный мастер спорта СССР».
После завершения спортивной карьеры в течение многих лет работал инструктором-методистом по велоспорту в специализированной детско-юношеской спортивной школе олимпийского резерва № 54 «Ориента» в Москве.
Скончался 8 июня 2024 года.